# Sarsina
Sarsina is een gemeente in de Italiaanse provincie Forlì-Cesena (regio Emilia-Romagna) en telt 3744 inwoners (31-12-2004). De oppervlakte bedraagt 100,9 km², de bevolkingsdichtheid is 37 inwoners per km².
De volgende frazioni maken deel uit van de gemeente: Calbano, Quarto, Ranchio, Sorbano, Tezzo, Turrito.

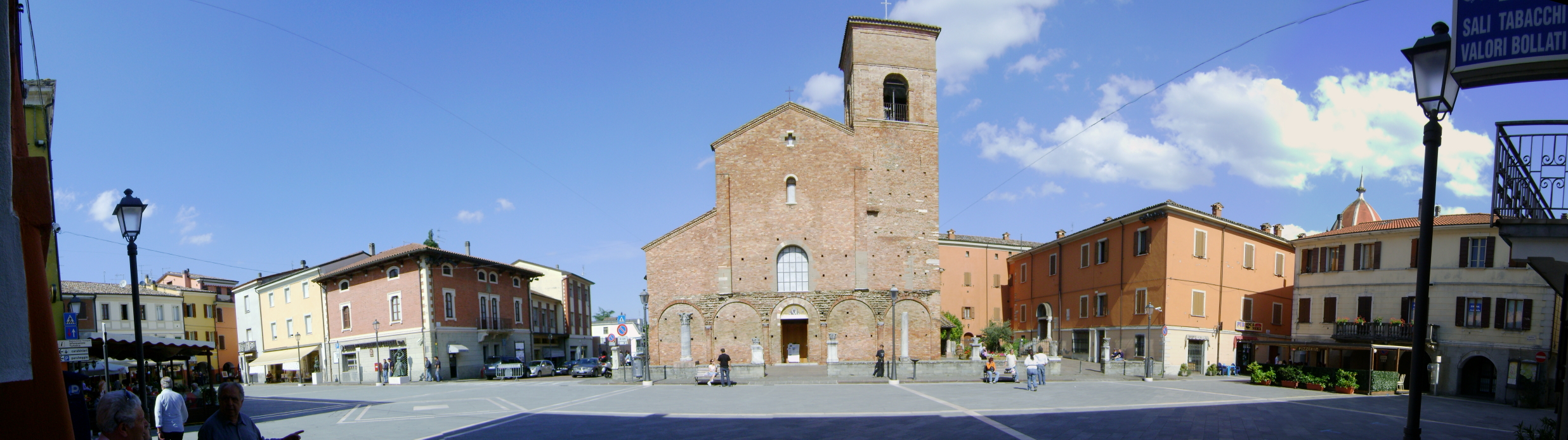
Piazza Plauto, Sarsina

## Demografie
Sarsina telt ongeveer 1470 huishoudens. Het aantal inwoners daalde in de periode 1991-2001 met 5,5% volgens cijfers uit de tienjaarlijkse volkstellingen van ISTAT.
| Jaar | Inwoneraantal |
| ---- | ------------- |
| 1991 | 3908          |
| 2001 | 3693          |

## Geografie
De gemeente ligt op ongeveer 243 m boven zeeniveau.
Sarsina grenst aan de volgende gemeenten: Bagno di Romagna, Cesena, Civitella di Romagna, Mercato Saraceno, Sant'Agata Feltria (PU), Santa Sofia, Sogliano al Rubicone, Verghereto.

## vriendschapsbanden
Sarsina is bevriend met de volgende drie partnergemeenten:
- Grebenstein (Duitsland)
- Lezoux (Frankrijk)
- Lopik (Nederland)